# Marie Brizard
Marie Brizard, oficialmente Marie Brizard y Roger Internacional, es una empresa francesa de producción y comercialización de bebidas alcohólicas, conocida por su marca de licores.

## Historia
En 1755 Marie Brizard funda en Burdeos, a la edad de cuarenta y un años, con su sobrino Jean-Baptiste Roger, la sociedad Marie Brizard y Roger, fabricante de anisete, (del anís y once aromas), receta que un marinero antillano reveló a Marie cuando le había cuidado.

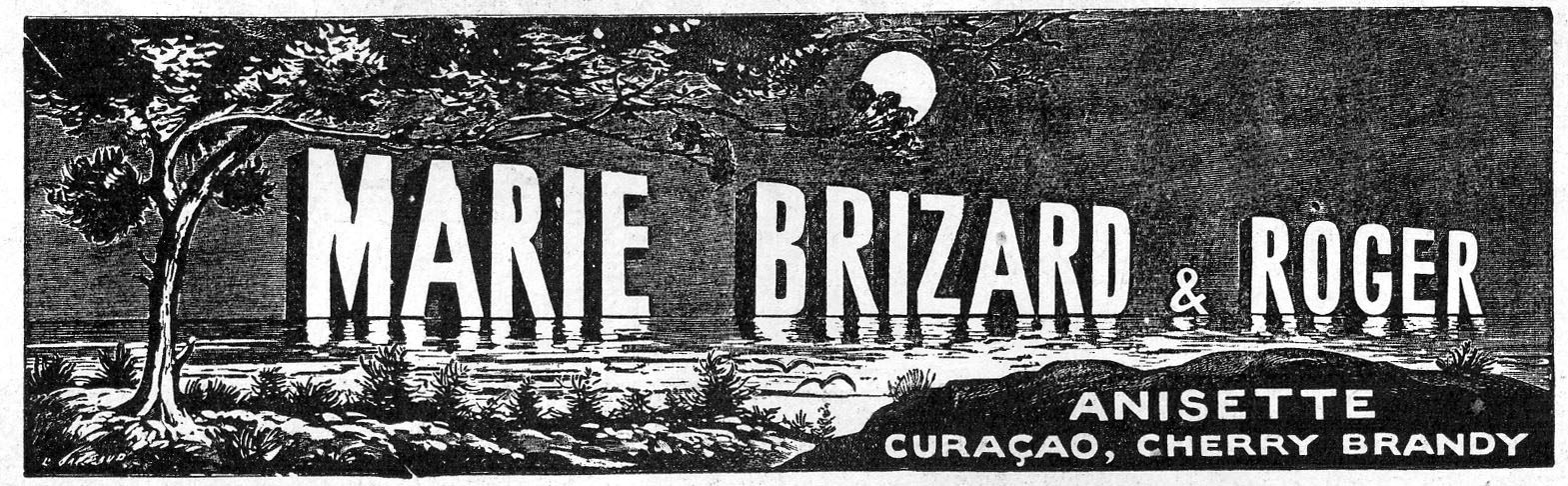

Es a la vez, una sociedad de fabricación de licores y espirituosos. Dos fábricas son implantadas en España. Marie Brizard se sitúa entre las diez primeras empresas de Aquitania.
Al principio la sociedad produce el anisete, luego la fabricación se extiende a otros licores como Curaçao, Albaricoque, Brandy, Cherry-Brandy, Peppermint y más tarde el célebre Charlestón.
Puerto natural de las colonias francesas de América, Burdeos recibe las especias, las cortezas de naranjas, anís, cacao, cilantro, canela, vainilla y azúcar que constituyen las materias primas de las fábricas de licores.
La comercialización de unos 230 millones de botellas producidas por el grupo se apoya en dos filiales de distribución (Francia y España) y una actividad de exportación hacia más de 120 países.
La actividad de espirituosos también comprende otras marcas reconocidas tales como el coñac Gautier, la ginebra Old Lady´s, anisados Berger, pacharán Olatz etc. La actividad de las bebidas sin alcohol reposa en dos pilares: sirope Sport y los concentrados de cítrico Pulco. La actividad de vinos se reforzó por la adquisición de Bodegas Marqués del Puerto en España y recientemente por la Bodega Beaucairois en Francia.
En 1971 fabrica un zumo de limón llamado Cresca, luego Pulco en 1973. Pulco Orange es lanzado en 1982, y Pulco Citron verde y Pulco exótico en 1989.

### Diversificación de la cartera de productos por adquisición
- 1971: Jean Danflou, especialista de aguardientes blancos, de calvados, de coñac y de armagnac

- 1987: el champagne Philipponnat con Clos-des-Goisses (reventa en 1997)

- 1988: la sociedad Vedrenne con sus cremas de grosella negra y sus orujos de Borgoña

- 1989: El Gran Champagne de Reims, marcas a Abel Lepitre y Georges Goulet

- 1990: Abel Bresson y los jarabes de frutos

- 1990: Mohawk LP en Estados Unidos

- 1991: los zumos de frutas Cidou (acuerdo de distribución en 1982); reventa en 1998

- 1993: P.A.T. Foods en Australia

- 1995: el grupo Berger y sus marcas Jarabe Sport, Pastis Berger, anís Berger Blanco, coñac Gautier, calvados Pere François

- 1996: Bodega Marques del Puerto (Rioja)

- 2002: Bodega Beaucairois

Desde el 2005, la sociedad William Pitters forma parte del Grupo Marie Brizard, aportando una gama de productos complementarios: los Whiskys (William Peel, Glen Roger), los ponches, el cóctel William Pitterson, el licor Litchao, Tequila San José, el Vodka Odin y también los aperitivos sin alcohol.
•2007: reventa de Pulco y de Jarabe Sport al Grupo Orangina.

## Marcas distribuidas
- Vodka: Sobieski, Zawisza. Marcas que pertenecen al propio Grupo Belvéderè, del que forma parte Marie Brizard

- Vinos de Oporto: Ferreira (Francia), Calem (España)

- Tequila: Sierra (España)

- Cachaca: Cachaca 51 (España)

- Fernet: Fernet Branca (España)

## Mercado de exportación
Los productos de Marie Brizard fueron ya distribuidos en el mundo entero a finales del siglo XIX. Hoy, el grupo comercializa sus marcas en más de ciento veinte países.
Los mercados clave de esta actividad de exportación son Reino Unido, Alemania, Estados Unidos, Bélgica, Canadá, Japón, Rusia y Europa del Norte.

## Familias de productos comercializadas en exportación
- Los licores, hoy con un desarrollo rápido de los Licores Modernos (tipo Manzanita, Hot Mint o EasyMix), en complemento de las bases clásicas cócteles.

- Los Whiskys: en 2004, el Whisky William Peel ha sido vendido con más de un millón de botellas en cerca de 20 países, sus principales mercados son España, Andorra e Italia. Otras marcas (Sir Pitterson, Glen :Roger, De Canadian Tippers) son distribuidas en más de 20 países a través del mundo, por ejemplo España, Laos o todavía Corea del Sur.

- Los Vinos de Oporto: desde el siglo XVII, los Vinos de Oporto fueron enviados por barco hacia Inglaterra. Hoy, la calidad del Vino de Oporto Pitters es reconocida en una veintena de países.

- Ponche y Cócteles: particularmente la marca de cócteles preparados William Pitterson es exportada hacia España, Andorra, Croacia y una docena de otros países.

- Los vinos tranquilos, principalmente nacidos en Terruños del Sur de Francia, con una voluntad estratégica de desarrollar los vinos de marca, y una presencia fuerte en la Gran Distribución Europea. También prioritario: los vinos de Rioja con la marca Marqués del Puerto.

- El Coñac y Brandies elaborados en Charente en el seno de la casa Gautier.

## Sitios de producción
- Burdeos: fabricación de los licores clásicos y modernos, London Dry Gin Old Lady´s, el anisete Marie Brizard y espirituosos para uso profesional

- Burdeos - Lormont: elabora los Whiskys, Tequila San José, vodka Odin; los cócteles William Pitterson, el licor Litchao y aperitivos sin alcohol.

- Aigre (Charente) - Gautier: elaboración de coñac (Gautier), brandy (Cortel), pineau, armagnac, aguardientes y anisados Berger

- Beaucaire (Gard) - La Bodega Beaucairois: elabora vinos tranquilos.

- Zizurkil (España, (San Sebastián)): elaboración de anisados Marie Brizard y patxaran Olatz.

- Fuenmayor (España) - Bodegas Marqués del Puerto: elabora vinos de La Rioja.

## La filial española
Fundada en 1904 por Marie Brizard, la filial tiene su casa matriz en Zizurkil (San Sebastián), y su actividad comercial está centralizada desde Madrid.
Además de la actividad comercial sobre el mercado español, la dirección de la filial también lleva la gestión de la fábrica de Zizurkil, cerca de San Sebastián (producción del Anisete Marie Brizard, pacharán Olatz, anís El Maese….), y de la Bodega Marqués del Puerto en Fuenmayor, la Rioja.

## Principales productos comercializados en España
- El anisete Marie Brizard

- Los licores de frutas, los licores modernos y los siropes. Todos ellos con la marca Marie Brizard

- El patxaran Olatz

- Los whiskies: William Peel y Sir Pitterson

- Las marcas de Vodka Sobieski y Zawisza

- Marcas de espirituosos bajo contrato de distribución: Fernet Branca, Carpano, Punt e Mes, Vino de Oporto Calem, Sierra Tequila, Cachaça 51, Evan Williams.

- Los vinos de Rioja Marqués del Puerto.